# Atheta marcida
Atheta marcida är en skalbaggsart som först beskrevs av Wilhelm Ferdinand Erichson 1837.  Atheta marcida ingår i släktet Atheta, och familjen kortvingar. Enligt den finländska rödlistan är arten nära hotad i Finland. Arten är reproducerande i Sverige. Artens livsmiljö är lundskogar.